# جيمس ستيوارت (رياضياتي)
جيمس ستيوارت هو رياضياتي كندي، ولد في 29 مارس 1941 في كندا، وتوفي في 3 ديسمبر 2014 في تورونتو في كندا بسبب ورم نخاعي متعدد.